# Adoxophyes dubia
Adoxophyes dubia is een vlinder uit de familie van de bladrollers (Tortricidae). De wetenschappelijke naam van de soort is voor het eerst geldig gepubliceerd in 1998 door Tosiro Yasuda.

## Type
- holotype: "male. 30.IX.1989. leg. T. Yasuda. genitalia slide no. 93-978"
- instituut: OPU, Osaka, Japan
- typelocatie: "Japan, Honshu, Osaka Prefecture, Mt.Inunakisan"